# Сінгурень (Молдова)
Сінгурень (рум. Singureni) — село в Ришканському районі Молдови. Утворює окрему комуну.

## Історія

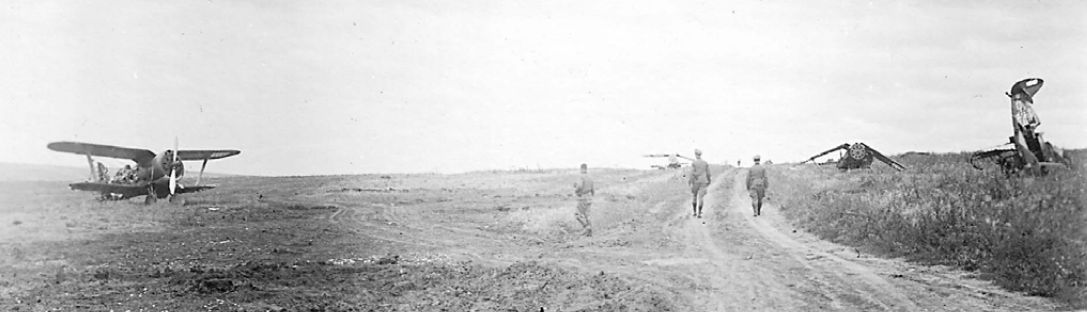
Знищені літаки Красної Армії І-153 зі складу ІАП-55 22 червня 1941 року на військовому аеродромі Бельц у Сінгуренах

Під час Другої світової війни тут розташовувався главою військовий аеродром Бєльц - головна база військового аеродрому Бєльц у Сінгуренах 55-ІАП , а також різних німецьких ескадрилей: Jagdgeschwader 77, Kampfgeschwader 27, Kampfgeschwader 51 і Білої Ескадрильї. П'ять передових авіабаз обслуговували основну повітряну військову базу Бєльц у Сінгуренах: 2 у Молдові та 3 в Україні.